# 蔓黄芪
蔓黄芪（学名：Phyllolobium chinense）是豆科蔓黄芪属的植物，是中国的特有植物。分布于中国大陆的东北、华北、四川、陕西、江苏、甘肃、宁夏、河南等地，生长于海拔1,000米至1,700米的地区，常生于路边、沟岸、草坡和干草场。

## 别名
沙苑蒺藜（本草纲目），蔓黄耆（中国高等植物图鉴），夏黄耆（东北植物检索表），潼蒺藜（中药志），沙苑子（陕西）

## 异名
- Astragalus complanatus R. Br. ex Bunge var. eutrichus Hand.-Mazz.

## 外部連結
- 扁莖黃耆, Bianjinghuangqi （页面存档备份，存于） 藥用植物圖像數據庫 (香港浸會大學中醫藥學院) （繁體中文）（英文）
- 沙苑子 Sha Yuan Zi （页面存档备份，存于） 中藥標本數據庫 (香港浸會大學中醫藥學院) （繁體中文）（英文）